# ماتيوس جوسا
ماثيوس إيساياس دوس سانتوس (بالبرتغالية:Matheus Isaías dos Santos) (مواليد 22 مارس 1996) هو لاعب كرة قدم برازيلي ، يلعب في مركز خط الوسط, لعب سابقاً لنادي قطر القطري.

## روابط خارجية
- ماتيوس جوسا على موقع قاعدة بيانات كرة القدم.إي يو (الإنجليزية)
- ماتيوس جوسا على موقع Soccerway.com (الإنجليزية)